# Badminton 1994
Höhepunkte des Badmintonjahres 1994 waren die Asienspiele, die Commonwealth Games, der Thomas Cup und der Uber Cup.
== World Badminton Grand Prix ==
| Veranstaltung       | Herreneinzel           | Dameneinzel         | Herrendoppel                            | Damendoppel                        | Mixed                                   |
| ------------------- | ---------------------- | ------------------- | --------------------------------------- | ---------------------------------- | --------------------------------------- |
| Chinese Taipei Open | Heryanto Arbi          | Susi Susanti        | Rudy Gunawan Bambang Suprianto          | Finarsih Lili Tampi                | Michael Søgaard Gillian Gowers          |
| Japan Open          | Ardy Wiranata          | Susi Susanti        | Denny Kantono Ricky Subagja             | Chung So-young Gil Young-ah        | Jon Holst-Christensen Catrine Bengtsson |
| Korea Open          | Ardy Wiranata          | Bang Soo-hyun       | Peter Axelsson Pär-Gunnar Jönsson       | Chung So-young Gil Young-ah        | Michael Søgaard Gillian Gowers          |
| Swiss Open          | Thomas Stuer-Lauridsen | Camilla Martin      | Peter Axelsson Pär-Gunnar Jönsson       | Lotte Olsen Lisbet Stuer-Lauridsen | Peter Axelsson Marlene Thomsen          |
| Swedish Open        | Jens Olsson            | Bang Soo-hyun       | Rexy Mainaky Ricky Subagja              | Chung So-young Gil Young-ah        | Yoo Yong-sung Jang Hye-ock              |
| All England         | Heryanto Arbi          | Susi Susanti        | Rudy Gunawan Bambang Suprianto          | Chung So-young Gil Young-ah        | Nick Ponting Joanne Wright              |
| French Open         | Sun Jun                | Zhang Ning          | Aras Razak Amon Santoso                 | Helene Kirkegaard Rikke Olsen      | Liang Qing Peng Yun                     |
| Malaysia Open       | Joko Suprianto         | Susi Susanti        | Rexy Mainaky Ricky Subagja              | Ge Fei Gu Jun                      | Jan-Eric Antonsson Astrid Crabo         |
| Singapur Open       | Ardy Wiranata          | Ra Kyung-min        | Rexy Mainaky Ricky Subagja              | Ge Fei Gu Jun                      | Thomas Lund Marlene Thomsen             |
| Brunei Open         | Sun Jun                | Zhang Ning          | Cun Cun Haryono Victo Wibowo            | Peng Xinyong Zhang Jin             | nicht ausgetragen                       |
| Indonesia Open      | Ardy Wiranata          | Susi Susanti        | Rexy Mainaky Ricky Subagja              | Finarsih Lili Tampi                | Jiang Xin Zhang Jin                     |
| Canadian Open       | Lioe Tiong Ping        | Pernille Nedergaard | Ade Sutrisna Candra Wijaya              | Helene Kirkegaard Rikke Olsen      | Jürgen Koch Irina Serova                |
| US Open             | Thomas Stuer-Lauridsen | Liu Guimei          | Ade Sutrisna Candra Wijaya              | Helene Kirkegaard Rikke Olsen      | Jens Eriksen Rikke Olsen                |
| Dutch Open          | Poul-Erik Høyer Larsen | Lim Xiaoqing        | Denny Kantono S. Antonius Budi Ariantho | Peng Xinyong Zhang Jin             | Chris Hunt Gillian Gowers               |
| German Open         | Poul-Erik Høyer Larsen | Lim Xiaoqing        | Jon Holst-Christensen Thomas Lund       | Peng Xinyong Zhang Jin             | Thomas Lund Marlene Thomsen             |
| Denmark Open        | Poul-Erik Høyer Larsen | Camilla Martin      | Denny Kantono S. Antonius Budi Ariantho | Lim Xiaoqing Christine Magnusson   | Thomas Lund Marlene Thomsen             |
| Russian Open        | Chen Gang              | Xu Li               | Sergey Melnikov Nikolay Zuev            | Svetlana Alferova Marina Yakusheva | Liu Yong Li Qi                          |
| Thailand Open       | Joko Suprianto         | Susi Susanti        | Denny Kantono S. Antonius Budi Ariantho | Ge Fei Gu Jun                      | Tri Kusharyanto Minarti Timur           |
| Hong Kong Open      | Heryanto Arbi          | Bang Soo-hyun       | Rexy Mainaky Ricky Subagja              | Jang Hye-ock Shim Eun-jung         | Thomas Lund Marlene Thomsen             |
| China Open          | Alan Budikusuma        | Bang Soo-hyun       | Huang Zhanzhong Jiang Xin               | Ge Fei Gu Jun                      | Thomas Lund Marlene Thomsen             |
| Scottish Open       | Tomas Johansson        | Lim Xiaoqing        | Andrey Antropov Nikolay Zuev            | Katrin Schmidt Kerstin Ubben       | Jan-Eric Antonsson Astrid Crabo         |
| Grand Prix Finale   | Ardy Wiranata          | Susi Susanti        | Rexy Mainaky Ricky Subagja              | Ge Fei Gu Jun                      | Thomas Lund Marlene Thomsen             |

## Terminkalender
| Veranstaltung                                 | Ort                 | Beginn             | Ende               |
| --------------------------------------------- | ------------------- | ------------------ | ------------------ |
| Westdeutsche Badmintonmeisterschaft 1994      | Mülheim an der Ruhr | 8. Januar 1994     | 9. Januar 1994     |
| Portugal International 1994                   | Lissabon            | 14. Januar 1994    | 16. Januar 1994    |
| Schweizer Badmintonmeisterschaft 1994         | St. Gallen          | 5. Februar 1994    | 6. Februar 1994    |
| La Chaux-de-Fonds International 1994          | La Chaux-de-Fonds   | 11. Februar 1994   | 13. Februar 1994   |
| Englische Meisterschaft 1994                  | Norwich             | 11. Februar 1994   | 13. Februar 1994   |
| Swedish Open 1994                             | Lund                | 11. März 1994      | 13. März 1994      |
| All England 1994                              | Birmingham          | 16. März 1994      | 20. März 1994      |
| German Juniors 1994                           | Bottrop             | 19. März 1994      | 21. März 1994      |
| French Open 1994                              | Paris               | 25. März 1994      | 27. März 1994      |
| Polish International 1994                     | Kielce              | 1. April 1994      | 4. April 1994      |
| Badminton-Asienmeisterschaft 1994             | Shanghai            | 6. April 1994      | 10. April 1994     |
| Badminton-Europameisterschaft 1994            | Den Bosch           | 10. April 1994     | 17. April 1994     |
| Badminton-Mannschaftseuropameisterschaft 1994 | Den Bosch           | 10. April 1994     | 17. April 1994     |
| Austrian International 1994                   | Pressbaum           | 22. April 1994     | 24. April 1994     |
| Polnische Badmintonmeisterschaft 1994         | Gmina Mielno        | 5. Mai 1994        | 7. Mai 1994        |
| Amor International 1994                       | Groningen           | 6. Mai 1994        | 8. Mai 1994        |
| Kanadische Badmintonmeisterschaft 1994        | Québec              | 6. Mai 1994        | 8. Mai 1994        |
| Thomas Cup 1994                               | Jakarta             | 10. Mai 1994       | 21. Mai 1994       |
| Uber Cup 1994                                 | Jakarta             | 10. Mai 1994       | 21. Mai 1994       |
| Plume d’Or 1994                               | Caldas da Rainha    | 13. Mai 1994       | 15. Mai 1994       |
| Malaysia Open 1994                            | Johor Bahru         | 6. Juli 1994       | 10. Juli 1994      |
| Singapur Open 1994                            | Singapur            | 13. Juli 1994      | 17. Juli 1994      |
| Indonesia Open 1994                           | Yogyakarta          | 8. August 1994     | 14. August 1994    |
| Badminton bei den Commonwealth Games 1994     | Victoria            | 20. August 1994    | 28. August 1994    |
| Badminton-Juniorenweltmeisterschaft 1994      | Kuala Lumpur        | 28. August 1994    | 3. September 1994  |
| Badminton-Europapokal 1994                    | Most                | 22. September 1994 | 24. September 1994 |
| German Open 1994                              | Leverkusen          | 5. Oktober 1994    | 9. Oktober 1994    |
| Asienspiele 1994/Badminton                    | Hiroshima           | 7. Oktober 1994    | 15. Oktober 1994   |
| Denmark Open 1994                             | Esbjerg             | 8. Oktober 1994    | 12. Oktober 1994   |
| Lausanne International 1994                   | Lausanne            | 11. Oktober 1994   | 14. Oktober 1994   |
| Thailand Open 1994                            | Bangkok             | 26. Oktober 1994   | 31. Oktober 1994   |
| China Open 1994                               | Dalian              | 16. November 1994  | 20. November 1994  |
| BMW Open 1994                                 | Saarbrücken         | 18. November 1994  | 21. November 1994  |
| World Badminton Grand Prix Finale 1994        | Bangkok             | 7. Dezember 1994   | 11. Dezember 1994  |
| Japanische Badmintonmeisterschaft 1994        | Moriguchi           | 7. Dezember 1994   | 11. Dezember 1994  |